# Liste der Monuments historiques in Saint-Seurin-de-Palenne
Die Liste der Monuments historiques in Saint-Seurin-de-Palenne führt die Monuments historiques in der französischen Gemeinde Saint-Seurin-de-Palenne auf.

## Liste der Objekte
Zum Verständnis siehe: Kirchenausstattung
| Bezeichnung      | Beschreibung            | Standort                        | Kennzeichnung | Schutzstatus | Datum | Bild |
| ---------------- | ----------------------- | ------------------------------- | ------------- | ------------ | ----- | ---- |
| Kelch und Patene | Silber, 18. Jahrhundert | in der Kirche St-Séverin (Lage) | PM17000719    | Classé       | 1991  |      |